# Босиљка Боци
Босиљка Боци (Сремска Митровица, 2. фебруар 1932 — Београд, 20. децембар 1997) била је југословенска и српска глумица.

## Биографија
Босиљка Боци је рођена 2. фебруара 1932. године у Сремској Митровици, била најмлађи дипломирани глумац прве генерације студената Позоришне академије у Београду, основане 1949. године. Са непуних 17 година постала је члан ЈДП-а, глумила је и у Савременом позоришту Атељеа 212, гостовала широм земље и у иностранству. На позоришним сценама је трајала 44 године, играла на филму и телевизији и учествовала у великом броју радио емисија. У радио емисији Код два бела голуба, била је члан глумачке екипе од 1985. до 1997. године.
Добитник је бројних награда, од којих треба издвојити Стеријину и Орден Светог Саве.
Умрла је 20. децембра 1997. године у Београду и сахрањена на градском гробљу у Панчеву.

## Улоге
| Год.  | Назив                                 | Улога                     |
| ----- | ------------------------------------- | ------------------------- |
| 1954. | Аникина времена                       | Крстиница                 |
| 1963. | Ромео и Ђулијета (ТВ филм)            |                           |
| 1963. | Ћутљива жена (ТВ филм)                |                           |
| 1965. | Мртвима улаз забрањен                 |                           |
| 1968. | Први пут са оцем на јутрење (ТВ филм) |                           |
| 1971. | С ванглом у свет (ТВ серија)          | Небојшина мајка Мира      |
| 1972. | Женски разговори (ТВ серија)          |                           |
| 1972. | Купање (ТВ филм)                      |                           |
| 1977. | Усијане главе (ТВ серија)             | Тетка Кока                |
| 1978. | Пучина (ТВ филм)                      | Марија, мајка Владимирова |
| 1983. | Хасанагиница (ТВ филм)                | Мајка Хасанагина          |
| 1991. | Туце свилених чарапа (ТВ филм)        |                           |
| 1994. | Човек у празној соби (ТВ филм)        |                           |